# Girl from Nowhere
Girl From Nowhere (Thai: เด็กใหม่; RTGS: Dek Mai; lit. New Girl) ist eine thailändische Mystery-Thriller-Anthologie-Fernsehserie, die vom Studio SOUR Bangkok kreiert wurde und in der die Schauspielerin Chicha „Kitty“ Amatayakul in der Hauptrolle spielt.
Die erste Staffel wurde am 8. August 2018 auf GMM 25 veröffentlicht. Eine zweite Staffel wurde am 7. Mai 2021 weltweit auf Netflix veröffentlicht, wodurch die Serie international bekannt wurde und konnte für lange Zeit Platz eins der meistgesehenen Netflix-Shows in Thailand, Vietnam und den Philippinen erlangen, während sie auch in Ländern auf der ganzen Welt wie Brasilien unter den Top 10 rangiert.
Die Show wurde von der Kritik für die Verwendung von unkonventionellem Geschichtenerzählen gelobt und zeigt die moderne High-School-Gesellschaft.

## Handlung
Die Handlung dreht sich um Nanno, ein rätselhaftes Mädchen, das auf verschiedene Privatschulen in Thailand wechselt und die Geschichten der Schüler und der Fakultät über Lügen, Geheimnisse und Heuchelei enthüllt. Nanno lügt gelegentlich, um andere zu provozieren. Sie erweist sich als unsterbliches Wesen, das Übeltäter für ihre Verbrechen und Missetaten bestraft. In Staffel 2 trifft Nanno ihr Match in der neu entdeckten Rivalin Yuri, die eine andere, stärker auf Rache ausgerichtete Ideologie hat und Nannos Pflichten übernehmen will.

## Figuren

### Nanno
Nanno ist ein Mädchen mit mysteriösen Kräften und rätselhafter Herkunft. Nanno dient sowohl als Führerin als auch als Bestraferin für Menschen, die Geheimnisse verbergen oder etwas wollen, ohne an die Konsequenzen zu denken. Über sie ist nicht viel bekannt, außer dass sie ein Teenagerin ist, die niemals altert. Nanno erweist sich als unsterbliches Wesen, das die Macht hat, die Lügen und Missetaten jeder Fakultät auf Schritt und Tritt aufzudecken. Nanno ist weder gut noch böse in ihrem Kreuzzug, da sie alle gleichermaßen zu bestrafen scheint. Nanno liebt es in ihrer Zeit die angemessenen Bestrafungen für die Peiniger und Täter zu planen, bevor sie ihre Missetaten aufdeckt. Nannos Outfit besteht aus ihrer kurzen mittellangen, schüsselgeschnittenen Bob-Frisur mit Pony, weiblicher Schuluniform und bösem, unmenschlichem Gegacker. Ihr Charakter weist Ähnlichkeiten mit Tomie auf, die laut Amatayakul als Inspiration für die Rolle galt.

### Yuri
Yuri taucht in der 2. Staffel als Nannos Rivalin auf. In Episode vier war Yuri ursprünglich ein Opfer, dem Nanno zu helfen versuchte, nachdem sie von zwei reichen Mädchen misshandelt wurde, die Studenten, darunter Yuri, mit Sexvideos der Studenten erpressten. Es stellt sich jedoch heraus, dass Yuri seit ihrem Angriff bereits Rache an den Mädchen geplant hatte. Yuris Plan geht nach hinten los, als die Männer, die sie angeheuert hat, um die Mädchen anzugreifen, auch Yuri töten und sie in der Wanne ertränken, in die eine blutende Nanno gelegt wurde. Nannos Blut belebt Yuri, was ihr die gleichen Kräfte und Unsterblichkeit wie Nanno verlieh. Im Gegensatz zu Nanno zieht Yuri jedoch Rache vor, indem sie ihre Opfer tötet oder Chaos verursacht, anstatt ihnen eine Lektion zu erteilen. Yuri scheint sehr manipulativ zu sein und scheint keine Reue für jede ihrer Taten zu zeigen. Ähnlich wie bei Nanno ist Yuris Outfit eine traditionelle weibliche Schuluniform, deren Haare mit einem charakteristischen roten Band zu einem Pferdeschwanz zusammengebunden sind.

## Besetzung

### Hauptbesetzung
| Rolle | Schauspieler      | Hauptrolle (Episoden) |
| ----- | ----------------- | --------------------- |
| Nanno | Chicha Amatayakul | 1–21                  |
| Yuri  | Chanya McClory    | 16–21                 |

### Nebenbesetzung
| Rolle         | Schauspieler               |
| ------------- | -------------------------- |
| Herr Win      | Thanavate Siriwattanagul   |
| Veaw          | Shinaradee Anupongpichart  |
| Wan           | Janpim Rachawangmuang      |
| Frau Mali     | Nijsa Suwannapreksachati   |
| Mei           | Naerunchara Lertprasert    |
| Hok           | Poompat Iam-Samang         |
| Neung         | Nutchapan Paramacharoenroj |
| Chit          | Ratchnon Wasurat           |
| Tim           | Pajaree Nantarat           |
| Teaw          | Thitinan Khlangphet        |
| Mew           | Chonnikan Netjui           |
| Pui           | Sornsiri Chawalitworakul   |
| Frau Plearn   | Ratchanee Boonyatharokul   |
| Schulleiter   | Sran Tongpan               |
| Dino          | Natthasit Kotimanaswanich  |
| Dinos Vater   | Nuttapol Kummata           |
| Dinos Mutter  | Sumontha Suanpholhat       |
| Pop           | Chatchanan Chantajinda     |
| Tap           | Phakinai Junpiyakul        |
| Wan           | Risa Suzuki                |
| To            | Thanaphat Waranuphap       |
| Hann          | Tatchapol Thitiapichai     |
| Yui           | Chanicha Boonpanuvichit    |
| Jer           | Yossawat Sittiwong         |
| Thun          | Thanawan Ngamphron         |
| Bam           | Morakot Liu                |
| Good          | Pinsuda Saimai             |
| O             | Pradanai Nateprasertkul    |
| Teng          | Pakapol Srirongmuang       |
| Dienstmädchen | Phanisa Kungsadan          |

## Episodenliste
| Nu. Episode | Nu. Staffel | Titel                    | Regie geführt                 | Ursprüngliches Sendedatum | Inhalt |
| ----------- | ----------- | ------------------------ | ----------------------------- | ------------------------- | --- |
| 1           | 1           | „Die hässliche Wahrheit“ | Pairach Khumwan               | 8. August 2018            | Nanno wechselt auf eine Schule mit dem Titel „Reinste Schule des Jahres“, trifft aber bald auf einen Lehrer, der Schüler ausbeutet, und einen Mitschüler mit einem Geheimnis. Gaststars: Thanavate Siriwattanagul (Herr Win); Shinaradee Anupongpichart (Vaew); Janpim Rachawangmuang (Wan); Nijsa Suwannapreksachati (Frau Mali); Naerunchara Lertprasert (Mei)                               |
| 2           | 1           | „Entschuldigungen“       | Sitisiri Mongkholsiri         | 15. August 2018           | An ihrer neuen Schule zeigen Nannos Klassenkameraden eine dunklere Seite ihrer Persönlichkeit und wollen sie ausnutzen. Gaststars: Poompat Iam-Samang (Hok); Nutchapan Paramacharoenroj (Neung); Ratchnon Wasurat (Chit); Pajaree Nantarat (Tim); Thitinan Khlangphet (Taew) |
| 3           | 1           | „Trophäe“                | Apiwat Supateerapong          | 22. August 2018           | Nanno hilft der mit sich selbst kämpfenden Klassenkameradin Mew, die sich in ihrer Schule der sogenannten Genies unsichtbar fühlt. Gaststars: Chonnikan Netjui (Mew); Sornsiri Chawalitworakul (Pui); Ratchanee Boonyatharokul (Frau Plearn); Sran Tongpan (Schulleiter) |
| 4           | 1           | „Reich“                  | Khomkrit Treewimol            | 29. August 2018           | Dino ist nur einer von vielen wohlhabenden Schülern an Nannos neuer Schule. Er hat ein Geheimnis, das Nanno ihm helfen kann, es zu bewahren, aber es hat seinen Preis. Gaststars: Natthasit Kotimanaswanich (Dino); Chatchanan Chantajinda (Pop); Phakinai Junpiyakul (Tap); Risa Suzuki (Wan); Thanaphat Waranuphap (To); Nuttapol Kummata (Dinos Vater); Sumontha Suanpholhat (Dinos Mutter) |
| 5           | 1           | „Social Love“            | T-Thawat Taifayongvichit      | 5. September 2018         | Nanno wird fälschlicherweise mit Hann in Verbindung gebracht, einem Mitschüler, der bereits eine Freundin hat, und er wird zu einer Social-Media-Sensation. Gaststars: Tatchapol Thitiapichai (Hann); Chanicha Boonpanuvichit (Yui); Yossawat Sittiwong (Jer); Thanawan Ngamphron (Thun) |
| 6           | 1           | „Wonderwall: Teil 1“     | Jatuphong Rungrueangdechaphat | 10. Oktober 2018          | Nanno wird Co-Manager des Schulfußballteams und die Teamchefin wird neidisch. Ihr Groll beginnt sich unheimlich zu manifestieren. Gaststars: Morakot Liu (Bam); Pinsuda Saimai (Good); Pradanai Nateprasertkul (O); Pakapol Srirongmuang (Teng); Phanisa Kungsadan (Dienstmädchen) |
| 7           | 1           | "Wonderwall: Teil 2      | Jatuphong Rungrueangdechaphat | 17. Oktober 2018          | Andere Schüler, die die mysteriöse Mauer entdeckt haben, nutzen sie, um sich zu rächen. Einige bedauern, was sie getan haben, aber es könnte zu spät sein, um zurückzukehren. Gaststars: Morakot Liu (Bam); Pinsuda Saimai (Good); Pradanai Nateprasertkul (O); Pakapol Srirongmuang (Teng); Phanisa Kungsadan (Dienstmädchen)                                                                 |
| 8           | 1           | „Fundbüro“               | Sivawut Sewatanon             | 12. September 2018        | TK ist ein einsamer Student, der nicht aufhören kann zu stehlen, und Nanno ermutigt ihn nur, es weiter zu tun. Gaststars: Ekawat Niratvorapanya (TK); Lerwith Sangsith (TKs Butler); Chawakorn Phetsaitip (Schulleiter); Preeyasuda Akkarasrisawad (Lehrer 1) |
| 9           | 1           | „In der Falle“           | Jatuphong Rungrueangdechaphat | 19. September 2018        | Eine Gruppe von Schülern greift sich gegenseitig an, während sie sich in ihrer Schule vor einem entflohenen Mörder versteckt. In dieser Episode wird Nanno als Lügner gezeigt, um die Situation anzuzetteln und zu eskalieren. Gaststars: Awat Ratanapintha (Koh); Anuchyd Sapanphong (Herr Tor); Somjade Theprangsimankul (Suer); Karntheera Kaosaard (Kaew)                                  |
| 10          | 1           | „Danke, Lehrerin“        | Varayu Rukskul                | 26. September 2018        | Einer strengen Lehrerin wird gesagt, dass sie ihren Unterrichtsstil ändern soll, aber der Stress aus ihrer Vergangenheit treibt sie an ihre Grenzen. Gaststars: Claudia Chakrabandhu Na Ayudhya (Frau Aum); Rinrada Pornsombutsatien (Frau Pim); Dechatorn Wasurat (Atom); Soontorn Meesri (Schulleiter); Thanissara Lappatharanon (Kasse im Supermarkt)                                       |
| 11          | 1           | „Die Rangliste“          | Chai-A-Nan Soijumpa           | 3. Oktober 2018           | In einer Schule, die ihre Schüler nach Schönheit sortiert, ist Ying beschämt, als Nanno sie übertrifft, und unternimmt extreme Anstrengungen, um ihre Position zurückzuerobern. Gaststars: Piyathida Mitrteeraroj (Schulleiter); Apasiri Kittithanon (Ying); Punyapa Srathdatip (Gade); Penpitcha Chaiyasert (Chommpoo); Sirada Hathaiwutipong (Chommpoo (nachher))                            |
| 12          | 1           | „BFF: Teil 1“            | Khomkrit Treewimol            | 24. Oktober 2018          | Nachdem eine ehemalige Klasse bei einem Klassentreffen, eine Zeitkapsel geöffnet hatten, erinnern sich einige ehemalige Schüler an einen seltsamen Klassenkameraden, den sie „Psycho Nanno“ nannten. Gaststars: Nutnicha Luanganunkun (Fong); Kunchanuj Kengkarnka (Thap/Tan); Kongkid Visessiri (Wit); Supavee Palisriroj (Glocke); Thitichaya Chiwpreecha (Stolz)                            |
| 13          | 1           | „BFF: Teil 2“            | Khomkrit Treewimol            | 31. Oktober 2018          | Die Wahrheit über die Highschool-Ereignisse wird enthüllt und Nanno sorgt dafür, dass es kein Happy End gibt. Gaststars: Nutnicha Luanganunkun (Fong); Kunchanuj Kengkarnka (Thap/Tan); Kongkid Visessiri (Wit); Supavee Palisriroj (Glocke); Thitichaya Chiwpreecha (Stolz) |

## Ausstrahlung
Die erste Staffel von Girl From Nowhere wurde am 8. August 2018 auf GMM 25 veröffentlicht. Die Serie wurde auch am 31. Oktober 2018 auf Netflix veröffentlicht.
Am 19. April 2021 wurde ein Trailer zur zweiten Staffel veröffentlicht.
Staffel 2 hat 8 Episoden und wurde am 7. Mai 2021 auf Netflix veröffentlicht.